# Cerro Tronador
Cerro Tronador är ett berg i Chile.   Det ligger i provinsen Provincia de Llanquihue och regionen Región de Los Lagos, i den södra delen av landet, 900 km söder om huvudstaden Santiago de Chile. Toppen på Cerro Tronador är 3 491 meter över havet.
Terrängen runt Cerro Tronador är huvudsakligen mycket bergig. Cerro Tronador är den högsta punkten i trakten. Runt Cerro Tronador är det glesbefolkat, med 9 invånare per kvadratkilometer.. Det finns inga samhällen i närheten. 
I omgivningarna runt Cerro Tronador växer i huvudsak blandskog.